# Parantica vitrina
Parantica vitrina är en fjärilsart som beskrevs av Felder 1861. Parantica vitrina ingår i släktet Parantica och familjen praktfjärilar. Inga underarter finns listade i Catalogue of Life.

## Bildgalleri

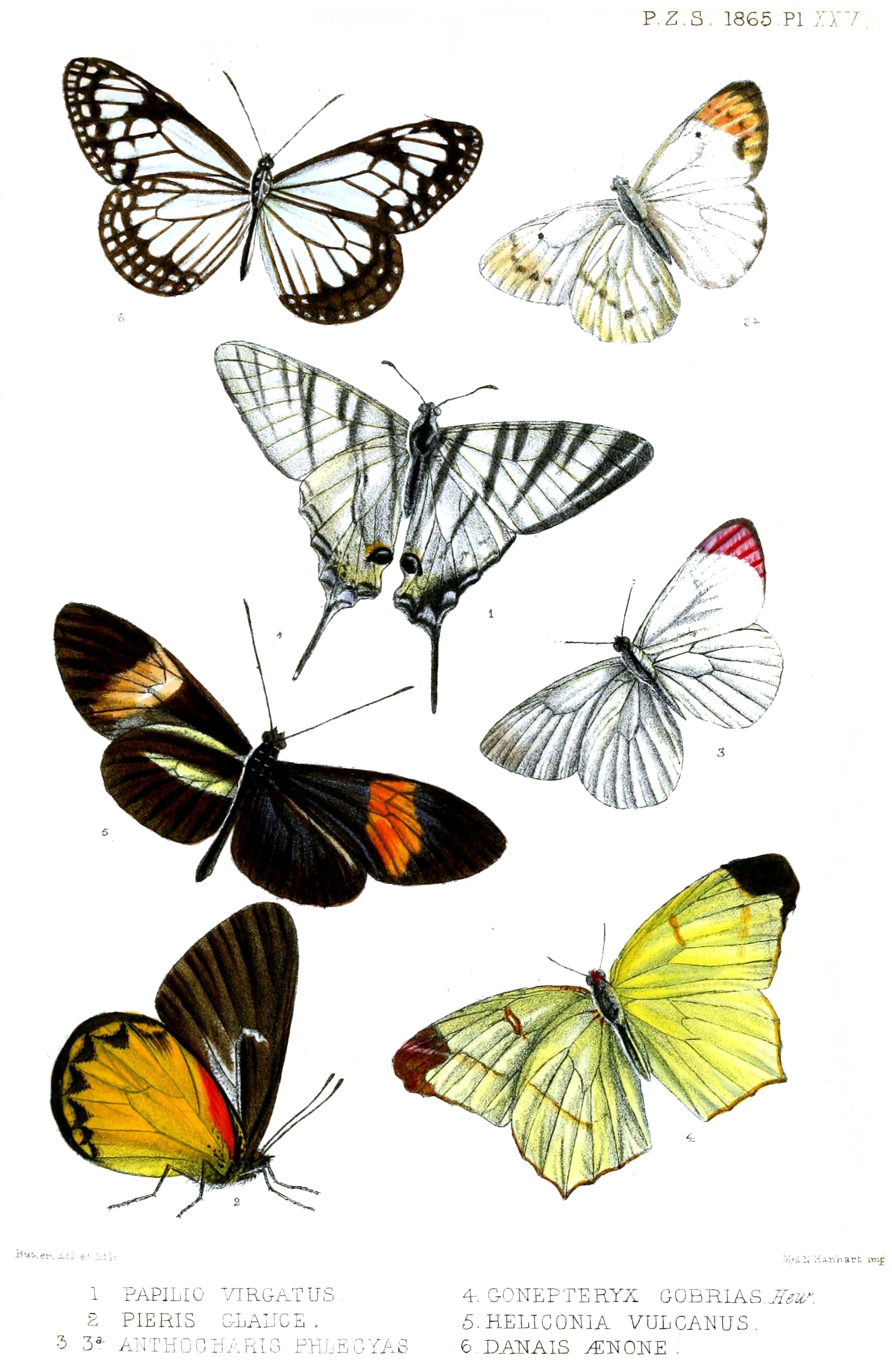